# Lifelines (álbum de Andrea Corr)
Lifelines, "Líneas de vida o Sálvame la vida" es el segundo álbum de estudio en solitario de Andrea Corr y consta de una colección personal de canciones que han influenciado en la trayectoria de la artista. Fue lanzado el 29 de mayo de 2011 como descarga digital y 30 de mayo de 2011 en formato CD. Es el primero lanzado con su propio sello, AC Records.
El álbum con covers incluye versiones de una amplia gama de artistas como The Velvet Underground, Kirsty McColl y Harry Nilsson a Ron Sexsmith, Nick Drake y The Blue Nile. El primer sencillo, "Tinseltown in the Rain" (Llueve sobre Hollywood), fue lanzado en iTunes Store el 17 de abril de 2011. Además del CD estándar y las versiones digitales de descarga, el álbum también fue lanzado en una edición especial limitada con un DVD adicional y otra edición más, Deluxe, coleccionista. En éste se incluyeron actuaciones y entrevistas. Para promocionar el álbum, Andrea interpretó algunas de sus canciones en los shows de Londres, Birmingham, Glasgow y Salford.
Contó con la colaboración de Brian Eno y Sinéad O'Connor entre otros. Fue número #9 en el Indie Chart de Irlanda.

## Lista de canciones
| N.º | Título                         | Escritor(es)               | Duración |  |
| 1.  | «I'll be seeing you»           | Irving Kahal, Sammy Fain   | 2:31     |  |
| 2.  | «Pale blue eyes»               | Lou Reed                   | 6:08     |  |
| 3.  | «Blue bayou»                   | Roy Orbison, Joe Melson    | 2:40     |  |
| 4.  | «From the morning»             | Nick Drake                 | 3:19     |  |
| 5.  | «State of independence»        | Vangelis, Jon Anderson     | 5:37     |  |
| 6.  | «N°9 Dream»                    | John Lennon                | 4:12     |  |
| 7.  | «Tinseltown in the rain»       | Robert Bell, Paul Buchanan | 4:42     |  |
| 8.  | «They don't know»              | Kirsty MacColl             | 3:09     |  |
| 9.  | «Lifeline»                     |                            | 3:26     |  |
| 10. | «Tomorrow in her eyes»         | Ron Sexsmith               | 2:36     |  |
| 11. | «Some things last a long time» |                            | 3:33     |  |

## Lanzamiento
| País        | Fecha              | Sello      | Formato          | Catálogo |
| ----------- | ------------------ | ---------- | ---------------- | -------- |
| Irlanda     | 29 de mayo de 2011 | AC Records | Descarga digital |          |
| Reino Unido | 29 de mayo de 2011 | AC Records | Descarga digital |          |
| Irlanda     | 30 de mayo de 2011 | AC Records | CD, CD+DVD       |          |
| Reino Unido | 30 de mayo de 2011 | AC Records | CD, CD+DVD       |          |